# Arete di Siracusa
Arete (in greco antico: Ἀρήτη?, Aréte; Siracusa, IV secolo a.C. – ...) è stata la moglie del filosofo e tiranno Dione di Siracusa.
Dionisio I, suo padre, la fece sposare in prime nozze con Tearide e, quando questi morì, fu sposata in seconde nozze con Dione. Durante l'esilio di quest'ultimo, Arete venne costretta dal fratellastro Dionisio II a divorziare dal marito e sposarsi nuovamente con il mercenario Timocrate, comandante della cittadella di Ortigia.
Arete ebbe due figli da Dione; il primo, Ipparino (detto Areteo), morto suicida giovane, e il secondo figlio, di cui non si conosce il nome, che morì insieme a lei durante la congiura ordita dagli uomini del tiranno Iceta di Leontini.

## Biografia

### Le origini e i primi anni
Arete era figlia del dinasta Dionisio I e di Aristomache (la sorella di Dione). Gli altri figli di Dionisio e Aristomache erano Ipparino, Niseo e Sofrosine, futura moglie di Dionisio II. Dionisio ebbe tre figli dalla locrese Doride: Ermocrito, Dicaiosine e Dionisio II.
Arete era nipote per parte di madre degli zii Eurimene, Megacle, oltre che dello stesso Dione. Per parte di padre era nipote di Teste (sorella di Dionisio e moglie di Polisseno, fratello esiliato della moglie di Ermocrate), Leptine e Tearide (a quest'ultimo Arete andrà poi in sposa).
Il padre e tiranno, Dionisio I, voleva inizialmente un maschio come primo erede datogli dalla siracusana Aristomache. Ma le sue aspettative furono disattese quando la donna per ben sei anni non gli diede alcun figlio, e quando partorì diede alla luce una femmina, Sofrosine, e in seguito nacque un'altra femmina, Arete. Solo molti anni dopo nacquero i due figli maschi (appartenenti al ramo siracusano di Aristomache); Ipparino e Niseo.

#### Ipotesi sul nome

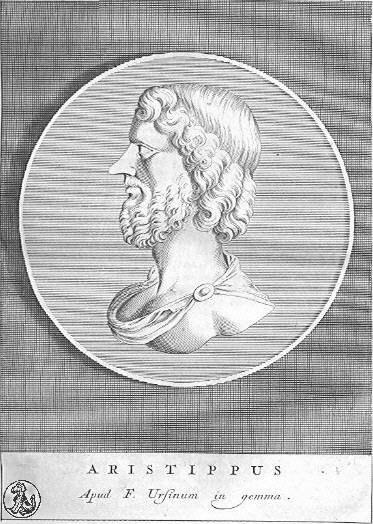
Aristippo scrisse un dialogo dedicato ad Arete, figlia di Dionisio I

Arete era un nome comune nell'antica Grecia, tuttavia gli studiosi si sono domandati come mai il tiranno Dionisio I scelse proprio questo nome per chiamare la sua secondogenita da parte siracusana. La curiosità nasce perché nello stesso periodo, alla corte dionisiana, nacque un'altra bambina con questo nome; Arete di Cirene figlia del filosofo Aristippo. C. A. Folcke (Dionysius and Philistus: The Tyrant and the Historian, 1973) ha sostenuto che Dionisio I si ispirò alla figlia del filosofo per scegliere questo nome. Aristippo quindi ricambiò la cortesia scrivendo il dialogo Sulla figlia di Dionisio. Ma altri studiosi ritengono invece che sia avvenuto l'opposto; ovvero che sia stato Aristippo che per ingraziarsi il tiranno abbia chiamato la propria figlia come quella di Dionisio.
Tra l'altro i nomi dei figli di Dionisio I avrebbero celato tutti un fine propagandistico del dinasta. Mentre nei figli maschi tale propaganda onomastica sarebbe stata più ricercata, nelle figlie femmine essa era diretta ed immediata: i nomi Sophrosyne, Areté e Dikaiosyne sono degli nomina-omina ("il nome è un presagio") hanno tutti un significato virtuoso, significano infatti in ordine Saggezza, Virtù e Giustizia. Arete avrebbe quindi rappresentato la virtù perseguita dal padre.

#### Sposa di Tearide
Seguendo dunque la sua politica matrimoniale, Dionisio fece sposare le sue figlie in età molto giovane, con i membri della sua stessa famiglia:
(Plutarco, Vita di Dione (Vite parallele), 6, 1.)

### Il matrimonio con Dione

#### La posizione di Arete e il contesto storico

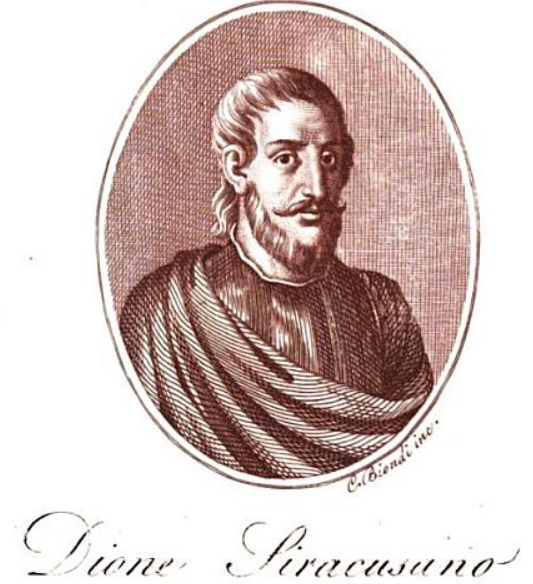
Rappresentazione di Dione, marito di Arete

Arete in quanto moglie del consigliere più importante del regno dionisiano, visse di riflesso la delicata posizione del marito sotto il comando del fratellastro Dionisio II.
Quando la situazione nella polis degenerò e Dione si ritrovò esiliato in Grecia, Arete scrisse insieme alla madre, nonché sorella di suo marito, delle missive nelle quali esortava Dione ad esaudire le richieste del tiranno, il quale in quel momento altro non bramava che veder ritornare il filosofo Platone alla sua corte. Quando l'ateniese compì il suo terzo e ultimo viaggio a Siracusa, le aspettative di tutti erano altissime, e sopra ogni cosa il motivo del viaggio doveva essere la mediazione per il ritorno dall'esilio di Dione, ma ciò non avvenne. Nonostante le richieste quotidiane di Platone, Dionisio II ignorò l'argomento e alla fine abbandonò ogni buon proposito lasciando Platone alla mercé dei suoi mercenari, i quali volevano ucciderlo, e si ritenne necessario l'intervento di un'ambasceria mandata da Archita di Taranto e dell'Accademia platonica, per permettere al filosofo di ritornare in patria.
La vicenda precipitò ulteriormente quando Dionisio II vendette tutti i beni del marito Dione e forzò Arete a divorziare da esso per unirsi in matrimonio, verso il 360-357 a.C., con un mercenario amico del fratellastro, tale Timocrate. Questa forzatura rappresentò per Dione il motivo scatenante della guerra, il casus belli che lo spinse a intraprendere una lotta decisa contro la tirannide dionisiana.

### La nascita di Ipparino
Il figlio di Dione e Arete si pensa debba essere nato intorno al 370 o 368 a.C., pochi anni prima dell'esilio del padre avvenuto nel 366 a.C. Nonostante vi sia accordo nel chiamarlo Ipparino, il nome del bambino rimane comunque incerto, poiché le fonti antiche non sono concordi tra esse nell'appellarlo. Plutarco lo chiama Ipparino seguendo come fonte Timonide, ma specificando che Timeo di Tauromenio lo chiama Areteo; nome derivatogli dalla madre Arete. Nonostante ciò, Plutarco afferma che preferisce fidarsi di quel che dice Timonide, poiché è in più strette relazioni con il padre del bambino. Ipparino quindi sarebbe stato chiamato così in onore del nonno; il padre di Aristomache e di Dione, quell'Ipparino che tanto rappresentò per l'inizio della tirannide dionisiana.
Anche Platone parlando del figlio di Arete non pronuncia mai il suo nome. Particolare che ha fatto interrogare lo studioso G. Pasquali nella sua opera incentrata appunto sulle lettere platoniche: 
(G. Pasquali, Le lettere di Platone, 1967, p. 24.)
Platone anche quando è certo che si stia rivolgendo al figlio dei due siracusani, evita sempre di indicarne il nome.
Cornelio Nepote attesta che questo bambino crebbe alla corte dionisiana e venne volontariamente fuorviato da Dionisio II, il quale voleva far pagare a Dione lo scotto della guerra educando il figlio del nemico secondo una dissennata vita aristocratica.

### Il matrimonio forzato con Timocrate

#### La consultazione di Platone

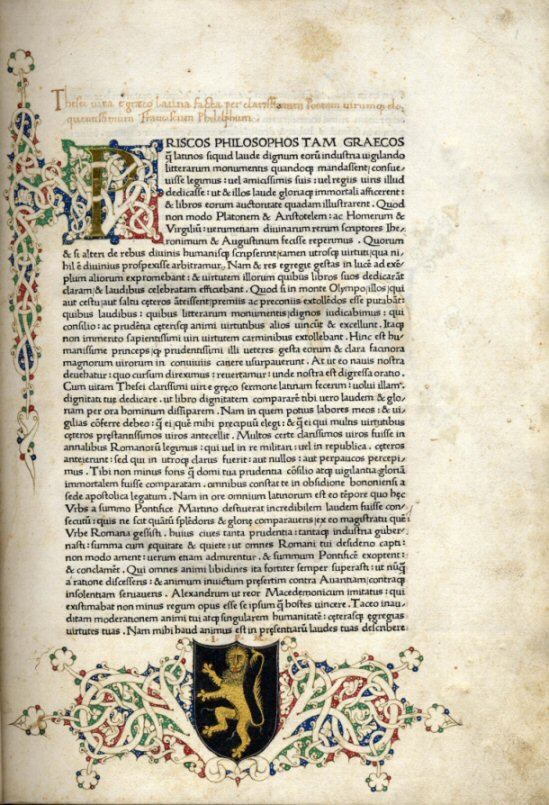
Un'edizione medievale delle Vite Parallele di Plutarco

Plutarco racconta che dopo l'esilio di Dione, Platone ebbe da Dionisio II l'incarico segreto di informarsi, una volta giunto ad Atene, su delle voci, forse messe in giro dai nemici di Dione, le quali sostenevano un certo malcontento del cognato nei confronti della moglie. In base a ciò Dionisio II nutriva l'idea di far sposare Arete con un altro uomo. Ma Platone dopo che ebbe questo colloquio con il suo discepolo, scrisse una lettera al tiranno nella quale lo informava che Dione sarebbe stato assolutamente contrariato da una simile mossa.

#### Arete e il confronto tra i due Dionisi
(Plutarco, Vita di Dione, 21, 3)
Lo storico di Cheronea a questo punto della Vita di Dione formula un paragone tra il comportamento di Dionisio I e del figlio Dionisio II. Egli dice che mentre il padre si mostrò comprensivo nei riguardi della sorella Teste, quando questa venne coinvolta nella vita politica di corte, altrettanto non fece il figlio con la sua sorellastra, poiché Dionisio II non riuscì a lasciare Arete fuori dalle faccende pubbliche del regno, usandola per ferire il nemico. Plutarco rimprovera quindi al tiranno una eccessiva dissolutezza.

### Ultimi anni

#### La riconciliazione con Dione

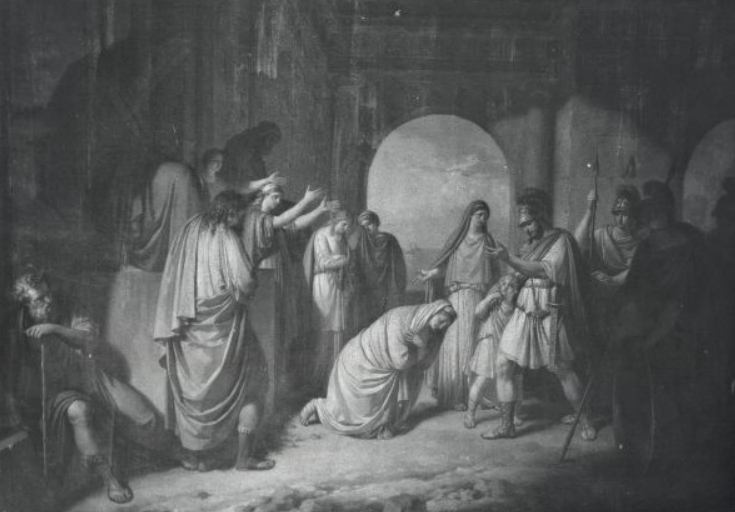
Dione incontra la sua famiglia nella rocca del tiranno (Francesco Caucig)

Durante la guerra civile Arete scrisse una lettera al marito, che gli venne consegnata insieme a quella della madre Aristomache e del figlio Ipparino (anche se questa si scoprì essere stata poi scritta per mano di Dionisio II). Il tiranno rivolgendosi a Dione, minacciò di gravi ripercussioni la sorella, la moglie il figlio di questi se non si fosse arreso e non si fosse posto dal lato della tirannide.
Le ostilità non cessarono e Dionisio II dopo la morte di Filisto decise di lasciare la polis per cercare riparo in Italia, presso Locri Epizefiri. Lasciò il comando a suo figlio Apollocrate, e tra gli altri a Timocrate, marito di Arete. Dionisio II diresse i mercenari dalla sua nuova postazione italica.
Dopo varie lotte, e sanguinose rappresaglie ai danni del popolo, Dione al comando dei suoi uomini riuscì a penetrare nella rocca del tiranno, segnando la fine della guerra civile. L'incontro tra Dione, Arete e la sua famiglia viene descritto da Plutarco in questi termini:
(Plutarco, Dione, 51, 1-5.)

#### La morte di Dione

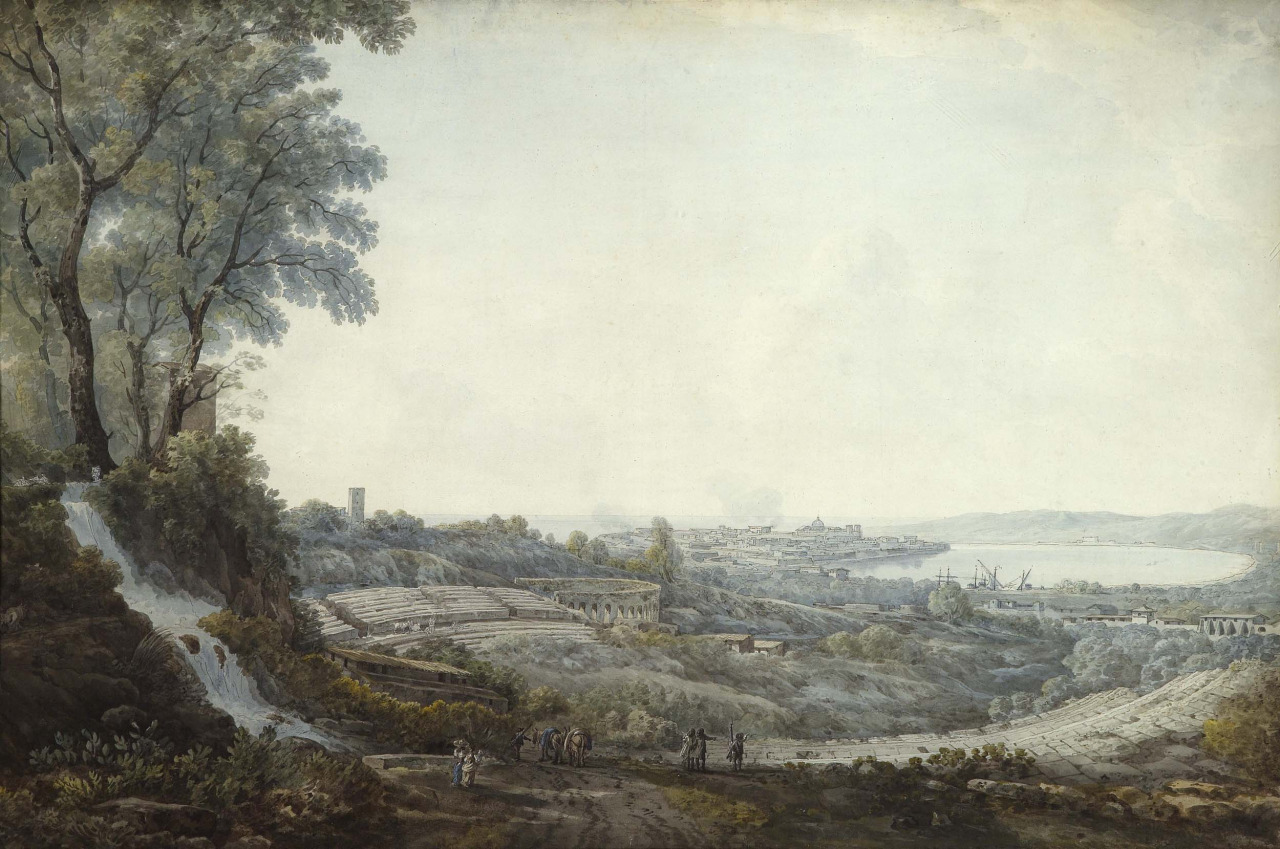
Veduta panoramica di Siracusa dal monte della Neapolis (Abraham Louis Rodolphe Ducros). Plutarco e Nepote scrivono che Arete condusse al tempio di Cerere e Proserpina l'ateniese Callippo. Cicerone dice che questo tempio si trovava nella Neapolis.

Nonostante la Sicilia greca fosse adesso sotto il comando di Dione, la lotta per il potere non era ancora terminata. Mentre Dionisio II si trovava in Italia (dove starà dal 356 al 346 a.C.), a Siracusa Dione aveva parecchi nemici, tra i quali l'ateniese Callippo, uno dei generali dionei che si distinse per le sue gesta militari durante la guerra civile. Costui, si dice anch'esso discepolo di Platone, complottava di togliere il comando a Dione e farsi tiranno della polis. Poiché il suo piano prevedeva l'uso di numerosi complici, la trama finì per essere svelata alla sorella e alla moglie di Dione.
Arete viveva inoltre in quel periodo, insieme al marito, il lutto del figlio Ipparino, morto suicida a causa del cattivo stile di vita impostogli a corte dallo zio Dionisio II; divenuta ormai un'abitudine necessaria, il giovane non seppe sopportare la nuova sobria condizione impostagli dal padre, per cui si gettò dalla parte più alta della casa. Il corpo del giovane venne affidato alle donne della casa perché lo preparassero per la sepoltura.
Aristomache e Arete, avendo saputo degli oscuri progetti di Callippo, si recarono insieme dall'ateniese, ma questi negò con insistenza la trama del complotto, rassicurando le due donne sulla sua lealtà. Aristomache e Arete continuarono comunque a non fidarsi della parola dell'ateniese, per cui lo condussero presso il tempio di Cerere e Proserpina, costringendolo a giurare, in quel luogo sacro agli dei, che egli non avrebbe fatto del male a Dione. Callippo non si fece intimorire dal giuramento che le due donne gli fecero fare, e dopo aver impegnato la fede nel tempio, aver indossato la veste purpurea di una delle due dee e aver pronunciato le parole necessarie, aspettò proprio la festa religiosa che i Siracusani facevano in onore di Proserpina, per compiere l'uccisione di Dione, avvenuta nel giugno del 354 a.C.
Dopo la morte del siracusano, la guerra continuò ad affliggere le zone in cui non vi era più un potere stabile. La complessa situazione la si può comprendere anche dai discorsi che Platone fa nella VII e VIII lettera, dove il filosofo ateniese risponde ai familiari di Dione (soprattutto ai due figli di Aristomache e Dionisio I; Ipparino e Niseo) i quali sono in quel momento al centro degli sviluppi politici dell'intera Sicilia e sotto l'attenzione del mondo greco:
Dione.[...] non assoggettate a sovrani assoluti né la Sicilia né alcun altro Stato, ma – ed è questa la mia precisa posizione- sottomettetela alla legge. La tirannia non è una buona soluzione, né per chi la subisce, né per i suoi figli né per i suoi discendenti; essa piuttosto, è di per sé un fatto negativo. [...] La prima opera di persuasione la tentai con Dione, la seconda con Dionigi; la terza la tento ora con voi. E, nel nome di Zeus terzo salvatore, dovete proprio ascoltarmi.»
(Platone, Lettera VII, 334 C, D.)

#### La prigionia e l'uccisione
Le ultime notizie su Arete sono rese note dal racconto di Plutarco. Dopo l'uccisione di Dione, l'ateniese Callippo fece imprigionare Aristomache e Arete. In carcere Arete partorì il suo secondo figlio e lo allevò riuscendo ad ottenere dei custodi in quella difficile situazione, approfittando del fatto che Callippo fosse troppo occupato con la dinamica situazione politica esterna, per prestare attenzione a quel che succedeva nelle carceri. Successivamente Callippo venne sconfitto in Italia da Leptine e Poliperconte, mentre Ipparino prese il controllo di Siracusa. Le due donne con il bambino vennero quindi liberate e poste sotto la protezione di Iceta di Leontini, amico del defunto Dione. Questi in un primo momento trattò la famiglia dionisiana in maniera premurosa e amichevole, ma poi cambiò partito facendosi convincere dai nemici di Dione.
Arete, con la madre e il figlio, venne posta su di una nave, come se la loro destinazione fosse il Peloponneso. In realtà Iceta aveva dato l'ordine di portare la famiglia di Dione in mare e ucciderla durante la traversata, per poi gettarla tra le acque. Altri però raccontano, sempre secondo Plutarco, che le due donne e il bambino vennero gettati in mare ancora vivi.
La critica moderna tuttavia ritiene che la notizia plutarchea possa aver avuto un'origine poco attendibile, probabilmente una calunnia messa in giro per screditare Iceta, poiché la decisione di stroncare i rapporti con la dinastia dionisiana del ramo siracusano appare controproducente e poco comprensibile per un personaggio come il siracusano Iceta, il quale aveva tutti gli interessi a mostrarsi come la continuazione, una sorta di legittimazione, dell'operato di Dione. La Orsi ha ipotizzato che i familiari di Dione vennero uccisi al tempo dello scontro tra Iceta e Timoleonte - generale corinzio chiamato dai Siracusani quando Dionisio II tornò in Sicilia - nel 344 a.C., ma non vi sono prove sufficienti per ipotizzare un simile fatto. Lo storico di Cheronea chiude la vita di Dione informando che i Siracusani vendicarono il gesto di Iceta nei confronti di Arete e della sua famiglia, con uno altrettanto crudele, e riporta la cronaca dell'evento nella vita di Timoleonte:
(Plutarco, Timoleonte, 33, 1-4)